# 青茂／鴨涌河變電站 (巴士站)
青茂／鴨涌河變電站（葡萄牙語：Qingmao / Subestação Canal dos Patos）位於澳門鴨涌馬路，鄰近鴨涌河變電站球場的一個中途站。澳巴8A、27、29、H2路線途經本站。

## 歷史
- 2012年4月18日起，配合李寶椿街開通，本站啟用。27路線新增停靠本站。 [1]

- 2014年12月18日起，N4路線開設，新增停靠本站。[2]

- 2016年9月30日起，H2路線開設，新增停靠本站。[3]

- 2016年11月14日至12月19日，E03路線以本站為總站。[4][5]

- 2021年8月7日起，為配合青茂口岸即將開通，本站更名為「青茂／鴨涌河變電站」，8A路線新增停靠本站。[6]

- 2022年5月23日起，為配合跨境工業區邊檢大樓臨時通關時間措施，N4路線暫停營運。[7]

- 2024年6月1日起，29路線新增停靠本站。[8]

## 路線資料
| 澳巴 | 8A | 工業園街         | ↺ 亞馬喇前地                | - 聖德蘭學校及台山街市 - 提督馬路（賈梅士商業中心） - 雅廉訪（幸運閣） - 培正中學 - 羅利老（盧廉若公園、得勝花園） - 塔石體育館 - 水坑尾 - 八角亭（大會堂）                                                  |                        |
| 澳巴 | 27 | ↺ 青洲 青洲總站  | 望廈                        | - 台山（李寶椿街、巴波沙） - 關閘 - 祐漢 - 黑沙環（衛生中心、東方明珠、裕華） |                        |
| 澳巴 | 29 | ↺ 青洲 青翠花園  | 城市日前地                  | - 台山（菜園涌） - 祐漢 - 黑沙環（龍園、望廈、飛通大廈、水塘） - 外港碼頭 - 金蓮花廣場及大賽車博物館 - 萬龍酒店及理工大學 - 羅理基（東方拱門、治安警察局） - 葡京酒店 - 城市日大馬路（凱旋門、永利、美高梅） |                        |
| 澳巴 | H2 | 俾若翰街／快富樓 | ↺ 山頂醫院 山頂醫院急診大樓 | - 青洲坊 - 台山（台山街市、三角花園） - 慕拉士（龍園、望廈、飛通大廈） - 新雅馬路（濠江中學、鮑思高） - 二龍喉公園 - 得勝花園 - 塔石體育館 - 水坑尾 - 八角亭（大會堂） - 加思欄                              | 例假日及強制性假期停駛 |

## 使用狀況
- 由於本站距離青茂口岸聯檢大樓建築物較遠，雖然口岸出入口旁有指示，但對初到澳門的旅客而言難找本站，本站與口岸距離長達200米，而位於口岸大樓於本站附近的重型車上落客區，卻經常被私家車佔用，導致重型客車在口岸對面近舊驗車中心外上落。社區人士建議政府加強監管違泊情況，並調整口岸的站點位置遷往靠近大樓空間，便利通關人士使用。[9]

## 鄰近公共運輸站
M273 青茂／青葱大廈（Qingmao / Edf. Cheng Chong）
路線：8A、23、27、29

## 外部連結
- 澳巴官方網站 （繁體中文） （页面存档备份，存于）